# 国際連合中米監視団
国際連合中米監視団（こくさいれんごうちゅうべいかんしだん United Nations Observer Group in Central America,ONUCA）は国際連合平和維持活動の一。1989年11月7日の国際連合安全保障理事会決議644に基づき設立されたものであり、1989年から1992年にかけて中央アメリカ5ヶ国に展開し、和平の推進にあたった。

## 概要
中央アメリカ諸国は各国政府と反政府武装勢力との対立が続き内戦状態にあった。包括的な和平合意（Esquipulas Peace Agreement）が1987年になされ、和平の道筋がつけられていた。国際連合はこれを支援するために、1989年に安保理決議644を採択し、国際連合中米監視団(ONUCA)を設立した。
ONUCAは中央アメリカ5ヶ国（コスタリカ・エルサルバドル・グアテマラ・ニカラグア・ホンジュラス）に展開した。任務は和平合意に基づく、他国への干渉の禁止・武装勢力への援助禁止・他国への扇動放送設備の設置禁止などの実施状況検証にある。後にニカラグアにおける武装解除支援も加えられた。
ONUCAはホンジュラスに本部を設置し、1989年12月より現地展開を開始した。最大事の規模は軍事要員1,098名を数え、監視艇や航空機も運用した。和平合意検証のため、必要地域の巡回を行なっている。この間、特にニカラグアでは1990年に民主的な選挙が行なわれるなど、和平が推進された。また、1991年に国際連合エルサルバドル監視団(ONUSAL)が設立されている。
ONUCAは任務を達成し、1992年1月に活動停止した。